# Бойл, Джордж, 4-й граф Глазго
Джордж Бойл, 4-й граф Глазго (англ. George Boyle, 4th Earl of Glasgow; 26 марта 1765 — 6 июля 1843) — британский пэр и политик. С 1766 по 1775 год он носил титул учтивости — лорд Бойл.

## Происхождение и образование
Родился 26 марта 1765 года. Второй сын Джона Бойла, 3-го графа Глазго (1714—1775), и его жены Элизабет Росс (1725—1791), дочери Джорджа Росса, 13-го лорда Росса (1681—1754), и Элизабет Керр. Он получил образование в Итонском колледже.

## Карьера
7 марта 1775 года после смерти своего отца Джордж Бойл унаследовал титулы 4-го графа Глазго (Пэрство Шотландии), 4-го лорда Бойла из Келберна, Стюартауна, Финника, Ларгса и Дэлри (Пэрство Шотландии), 4-го виконта Келберна (Пэрство Шотландии) и 4-го лорда Бойла из Стюартауна, Камбреса, Фенвика, Ларгса и Дэлри (Пэрство Шотландии).
С 1790 по 1815 год — один из шотландских пэров-представителей в Палате лордов Великобритании.
11 августа 1815 года для него был создан титул барона Росса из Хоукхеда в графстве Ренфрушир (Пэрство Соединённого королевства), что дало ему и его потомкам автоматическое место в Палате лордов Великобритании.
Лорд Глазго также занимал должности лорда-лейтенанта Ренфрушира (1810—1820), ректора Университета Глазго (1817—1819) и лорда-лейтенанта Айршира (1820—1842).
Кавалер Королевского Гвельфского ордена с 1830 года, член Лондонского Королевского общества.

## Семья
7 марта 1788 года Джордж Бойл женился первым браком на леди Огасте Хэй (25 апреля 1766 — 23 июля 1822), третьей дочери Джеймса Хэя, 15-го графа Эрролла, и Изабеллы Карр (1747—1808). У супругов было шестеро детей:
- Джон Бойл, лорд Бойл (12 августа 1789 — 6 марта 1818)
- Леди Изабелла Маргарет Бойл (1790—1834)
- Джеймс Бойл, 5-й граф Глазго (10 апреля 1792 — 11 марта 1869)[1], второй сын и преемник отца.
- Леди Элизабет Бойл (1794—1819)
- Леди Огаста Бойл (1801 — 28 июля 1876), она вышла замуж за лорда Фредерика Фицкларенса[англ.].
- Достопочтенный Уильям Бойл (1802—1819)

После смерти жены в 1822 году лорд Глазго вторым браком 13 ноября 1824 года женился на Джулии Синклер (? — 19 февраля 1868), третьей дочери сэра Джона Синклера, 1-го баронета (1754—1835), и Дианы Макдональд. У них было двое детей:
- Джордж Фредерик Бойл, 6-й граф Глазго (9 октября 1825 — 23 апреля 1890)[1]
- Леди Диана Бойл (1828 — 1 января 1877)[1], она вышла замуж за Джона Пакингтона, 2-го барона Хэмптона.

Лорд Глазго скончался 3 июля 1843 года в возрасте 78 лет. Ему наследовал его второй сын от первого брака, Джеймс Бойл, 5-й граф Глазго.